# Petarukan (plaats)
Petarukan is een plaats en bestuurslaag (kelurahan) in het onderdistrict (kecamatan) Petarukan in het regentschap Pemalang van de Indonesische provincie Midden-Java. Petarukan telt 18.484 inwoners (volkstelling 2010).

## Geografie
|       | Plaatsen                              |
| Noord | Bulu                                  |
| Oost  | Kalirandu en Iser                     |
| Zuid  | Serang en Petanjungan                 |
| west  | Tegalmlati en het Onderdistrict Taman |